# Fukumenkei Noise
Fukumenkei Noise (覆面系ノイズ Fukumenkei Noizu?), conocido como FukuNoise, es un manga shōjo escrito e ilustrado por Ryoko Fukuyama. La serie es publicada por la editorial Hakusensha en Japón, Viz Media publica el manga para Estados Unidos. Una adaptación a serie de anime para televisión se emitió en abril de 2017; además de la realización de una película de acción en vivo estrenada en noviembre de 2017.

## Argumento
Nino Arisugawa es una muchacha de preparatoria que ama cantar, tiene una bella voz; durante su infancia experimentó dos desilusiones en el amor, desde entonces hizo una promesa de continuar cantando hasta reunirse de nuevo. Años después los tres entran a la preparatoria, Kanade Yuzuriha,Yoshito Haruno y Ayumi Kurose le preguntan si quiere formar parte de su banda, ella se entera de que su compañero Momo es ahora un profesional compositor, buscando ahora su atención. Nino, apodada Alice se convierte en la nueva vocalista del club de música de la escuela y al mismo tiempo de la banda In NO hurry To Shout; Nino intenta mejorar en su canto buscando destacar y alcanzar a llamar la atención de Momo, su amigo de la infancia.

## Personajes
Nino Arisugawa (有栖川 仁乃 Arisugawa Nino?)
Voz por: Saori Hayami
La protagonista de la historia, una chica de preparatoria con una hermosa voz y que le encanta cantar, frecuentemente busca mejorar su voz y reunirse con sus amigos de la infancia. Es llamada Alice acortando su apellido. Es un poco extraña ya que se aísla de su entorno escuchando música con audífonos, a pesar de refugiarse en la música quieres expresar sus sentimientos a través de su canto y que sean transmitidos a Momo y a Yuzu ya que son sus amigos más preciados tiene miedo a perderlos, Nino desconoce varias cosas que la rodean, está enamorada de Momo desde la infancia y desconoce por qué se mudó de casa. 
Kanade Yuzuriha (杠 花奏 Yuzuriha Kanade?)
Voz por: Daiki Yamashita
Un chico de baja estatura, que le gusta beber leche, estudiante de preparatoria que pertenece al club de música y compañero en la misma clase que Nino. es un año mayor que ella, tuvo que repetir año por estar hospitalizado de niño perdiendo un año. Además es uno de los amigos de la infancia de Nino lo conoció después que Momo se mudara, le dio el apodo de Alice, no puede cantar por una enfermedad a la garganta por lo cual estuvo hospitalizado pero siempre le gusto componer canciones lo cual hace que conozca a Nino en la playa cuando se escapaba todos los miércoles del hospital para componer ya que su madre no lo dejaba componer y desde entonces se enamoró de Nino, sabe que es un amor no correspondido por lo cual aunque se le rompa el corazón permanece al lado de ella como su amigo además la aconseja. Por un tiempo se viste de Alice para la banda In NO hurry To Shout, también creó la banda In NO hurry To Shout para reencontrarse con Nino
Momo Sakaki (榊 桃 Sakaki Momo?)
Voz por: Kōki Uchiyama
Un estudiante de preparatoria de la clase S, es un compositor musical para una firma disquera. Uno de los amigos de la infancia y vecino de Nino, con quien cantaba todos los días, se mudó por asuntos familiares y no pudo despedirse de ella. también está enamorado de Nino pero no se le confiesa porque no quiere involucrarla en sus asuntos familiares. Es el productor, compositor y bajista de la banda SILENT BLACK KITTY,
Yoshito Haruno (悠埜 佳斗 Haruno Yoshito?)
Voz por: Daisuke Ono
Toca el bajo en la banda del club de música de la escuela y en la banda In NO hurry To Shout; tiene sentimientos por Miou pero no se atreve a confesarse ya que sabe que ella está enamorada de Yuzu.
Mio Suguri (珠久里 深桜 Suguri Miō?)
Voz por: Ayahi Takagaki
Es una estudiante de preparatoria compañera de Nino y Yuzu; era la vocalista de la banda del club de música, tras dejar el lugar a Nino tanto en la banda escolar como en el grupo In NO hurry To Shout. Tras audicionar exitosamente, consigue ser la vocalista de la banda SILENT BLACK KITTY, tiene sentimientos románticos por Yuzu pero no se confiesa ya que sabe que es un amor no correspondido, le molesta que halla preferido a Nino (Alice) que a ella pero pronto se vuelven amigas ya que Nino es sincera con ella y a Miou le parece buena persona. 
Ayumi Kurose (黒瀬 歩 Kurose Ayumi?)
Voz por: Jun Fukuyama
Toca la batería en la banda In NO hurry To Shout bajo el apodo de Hatter.

## Manga
La mangaka lanzó la serie en la revista Hana to Yume de la editorial Hakusensha en abril de 2013, después un drama CD fue incluido en la publicación de marzo de 2014. La adaptación a CD drama usó voces recomendadas por la propia creadora del manga. En octubre de 2016 Viz Media anunció que publicaría el manga en Estados Unidos.

### Volúmenes
| N.º | Título       | Fecha de lanzamiento    | ISBN original          |
| --- | ------------ | ----------------------- | ---------------------- |
| 1   | «Volumen 1»  | 18 de octubre de 2013   | ISBN 9784592213017     |
| 2   | «Volumen 2»  | 20 de febrero de 2014   | ISBN 9784592213024     |
| 3   | «Volumen 3»  | 20 de junio de 2014     | ISBN 9784592213031     |
| 4   | «Volumen 4»  | 20 de octubre de 2014   | ISBN 9784592213048     |
| 5   | «Volumen 5»  | 20 de enero de 2015     | ISBN 9784592213055     |
| 6   | «Volumen 6»  | 17 de julio de 2015     | ISBN 9784592213062     |
| 7   | «Volumen 7»  | 20 de octubre de 2015   | ISBN 9784592213079     |
| 8   | «Volumen 8»  | 20 de enero de 2016     | ISBN 9784592213086     |
| 9   | «Volumen 9»  | 20 de abril de 2016     | ISBN 9784592213093     |
| 10  | «Volumen 10» | 19 de agosto de 2016    | ISBN 9784592213109     |
| 11  | «Volumen 11» | 20 de diciembre de 2016 | ISBN 9784592216117     |
| 12  | «Volumen 12» | 20 de marzo de 2017     | ISBN 9784592216124     |
| 13  | «Volumen 13» | 20 de junio de 2017     | ISBN 978-4-592-21613-1 |
| 14  | «Volumen 14» | 20 de noviembre de 2017 | ISBN 978-4-592-21614-8 |
| 15  | «Volumen 15» | 20 de marzo de 2018     | ISBN 9784592216155     |
| 16  | «Volumen 16» | 20 de agosto de 2018    | ISBN 9784592216162     |
| 17  | «Volumen 17» | 19 de diciembre de 2018 | ISBN 9784592216179     |
| 18  | «Volumen 18» | 20 de marzo de 2019     | ISBN 9784592216186     |

## Anime
Una adaptación a serie de anime para televisión fue anunciada en la portada de la revista Hana to Yume en abril de 2016, un año después en abril de 2017 la serie salió al aire en las cadenas de televisión Tokyo MX, Kansai TV y BS Fuji. El anime es licenciado por Sentai Filmworks para Norteamérica. Para el anime han sido lanzados 6 sencillos en abril de 2017; incluyen el tema de apertura de la serie "High School" (ハイスクール) [ANIME SIDE] interpretado por Ayahi Takagaki, la voz del personaje Miou. El tema de cierre del anime es "Allegro" (アレグロ) interpretado por Saori Hayami, la voz del personaje Nino.

### Lista de episodios
| #  | Título | Estreno             |
| -- | --- | ------------------- |
| 1  | «Estamos escondiendo como nos sentimos realmente» «Boku-tachi wa, honto no kokoro wo, kakushiteru» (ぼくたちは、ほんとのこころを、かくしてる)                                                                                           | 11 de abril de 2017 |
| 2  | «Dios, ruego porque el amor de Alice nunca se realice» «Kami-sama, Arisu no koi ga, eien ni kanaimasen yō ni» (かみさま、アリスのこいが、えいえんにかないませんように)                                                                  | 18 de abril de 2017 |
| 3  | «Como sea, ahora mismo» «Dōshitemo, ima sugu» (どうしても、いますぐ) | 25 de abril de 2017 |
| 4  | «Aquel día, nosotros que estuvimos escondiendo nuestros sentimientos tomados de la mano» «Honto no kokoro wo kaku shita boku-ra wa, kōshite ano hi, te wo kunda nda» (ほんとのこころをかくしたぼくらは、こうしてあのひ、てをくんだんだ) | 2 de mayo de 2017   |
| 5  | «No tuve que verte sonreír de esa forma» «Kimi no an'na egao, minakute sundanoni» (きみのあんな笑顔、みなくてすんだのに) | 9 de mayo de 2017   |
| 6  | «Kyō mo ashita mo, aruku» (今日も明日も、歩く) | 16 de mayo de 2017  |
| 7  | «Bokura no shisen wa yōyaku, kōsa shitan da» (ぼくらの視線はようやく、交差したんだ) | 23 de mayo de 2017  |
| 8  | «Seré tu amigo, lo juro» «Kimi no tomodachi ni naru tte, zettai, natte miseru tte» (きみのともだちになるって、ぜったい、なってみせるって)                                                                                               | 30 de mayo de 2017  |
| 9  | «Sōshite, bokura wa hashiridashita, ano natsu o mezashite» (そうして、ぼくらははしりだした、あの夏をめざして) | 6 de junio de 2017  |
| 10 | «El que encendió el fuego dentro de Alice, fui yo» «Arisu ni hi o tsuke ta no wa, boku datta» (アリスに火をつけたのは、ぼくだった) | 13 de junio de 2017 |
| 11 | «Lo haré, para que ellos nunca se vayan» «Zenin koko kara, hanare nare naku shiteyaru» (全員ここから、離れなれなくしてやる) | 20 de junio de 2017 |
| 12 | «Espero que te alcance» «Todoki masu yō ni» (とどきますように) | 27 de junio de 2017 |